# Kristie Boogert
Kristie Boogert (* 16. Dezember 1973 in Rotterdam) ist eine ehemalige niederländische Tennisspielerin.

## Karriere
Im Mai 1991 bestand sie ihre Abiturprüfung und begann im selben Jahr ihre Profikarriere.
1991 gewann Boogert das ITF-Turnier in Le Havre und 1997 das ITF-Turnier von Poitiers. Ein WTA-Turnier konnte sie im Einzel nicht gewinnen. 2000 erreichte sie jedoch das Finale des GDF Suez Grand Prix in Budapest. Es blieb ihre einzige Finalteilnahme im Einzel.
Boogert gewann ebenfalls 2000 bei den Olympischen Spielen in Sydney zusammen mit Miriam Oremans die Silbermedaille im Damendoppel. Im Finale unterlagen sie den US-Amerikanerinnen Venus und Serena Williams.
Im Doppel gewann sie drei WTA-Turniere, zwei davon an der Seite von Nathalie Tauziat. Zudem gewann sie 1994 mit Menno Oosting den Mixed-Wettbewerb bei den French Open.
Dem niederländischen Fed-Cup-Team gehörte sie von 1993 bis 1997 an.

## Turniersiege

### Doppel
| Nr. | Datum            | Turnier   | Belag           | Partnerin         | Finalgegnerinnen                      | Ergebnis      |
| --- | ---------------- | --------- | --------------- | ----------------- | ------------------------------------- | ------------- |
| 1.  | 17. Februar 1996 | Paris     | Teppich (Halle) | Jana Novotná      | Julie Halard-Decugis Nathalie Tauziat | 6:4, 6:3      |
| 2.  | 5. Oktober 1996  | Leipzig   | Teppich (Halle) | Nathialie Tauziat | Miriam Oremans Sabine Appelmans       | 6:4, 6:4      |
| 3.  | 26. Oktober 1996 | Luxemburg | Teppich (Halle) | Nathalie Tauziat  | Barbara Rittner Dominique van Roost   | 2:6, 6:4, 6:2 |